# آبزرور
آبزرور (به انگلیسی: The Observer؛ به معنی: ناظر) قدیمی‌ترین روزنامهٔ چاپ یکشنبه در جهان است. چاپ آن از ۱۷۹۱ آغاز شد و در ۱۹۹۳ به تملک گروه رسانه‌ای گاردین درآمد، اما هیئت تحریریهٔ آن مستقل از روزنامهٔ گاردین است. این نشریه در قطع بزرگ و در پادشاهی متحد بریتانیای کبیر و ایرلند شمالی به چاپ می‌رسد. هفته‌نامه آبزرور در بیشتر موارد موضعی لیبرال یا سوسیال دموکرات می‌گیرد.